# 思いっきりサンバ
「思いっきりサンバ」（おもいっきりサンバ）は、1981年2月5日に発売された、石野真子の通算13枚目のシングル。

## 解説
- 作曲は、5枚目のシングル「プリティー・プリティー」以来8作ぶりとなる筒美京平が手掛けた[1]

- 2008年3月26日に発売された歌手デビュー30周年記念CD-BOX『Mako Pack -Premium- 30th Anniversary Special Edition』に、シングルEPのA・B面曲が共に最新デジタル・リマスタリング音源で収録された。

## 収録曲
1. 思いっきりサンバ [3:55]
作詞：有馬三恵子／作曲：筒美京平／編曲：大村雅朗
2. 雨の日のジュテーム [3:43]
作詞：橋本淳／作曲・編曲：筒美京平

## 関連作品
- GOLDEN☆BEST 石野真子
- Mako Pack -Premium- 30th Anniversary Special Edition